# Burg Sagonne
Die Burg Sagonne liegt in der Gemeinde Sagonne im französischen Département Cher. Teile der Anlage stehen bereits seit Mai 1914 als Monument historique unter Denkmalschutz.

## Geschichte
Der Ursprung der Anlage von Sagonne ist gallo-römisch. Der erste bekannte Besitzer war Wicfried, Graf von Bourges, der das Anwesen 832 seiner Tochter Agarve als Mitgift gab. Deren Nachkommen besaßen die Burg bis in das 16. Jahrhundert. Im 14. Jahrhundert hielt die um 1300 erneuerte Befestigung den Angriffen der Engländer und der Grandes Compagnies stand, die dafür das umliegende Land verwüsteten. Der Connétable Louis de Sancerre richtete in Sagonne 1383 vier jährliche Märkte sowie einen samstäglichen Wochenmarkt ein.
Im 15. Jahrhundert heiratete Pierre d’Amboise die Erbin des Anwesens, Anne de Bueil, und nahm als Seigneur von Sagonne bedeutende Umbauten vor. Sein Sohn Charles, zugleich Herr von Meillant und von Chaumont-sur-Loire, ein Vertrauter Ludwigs XII., setzte den begonnenen Umbau fort. 1542 wurde die Burg an Jean Babou verkauft. Als Großvogt der Touraine, Gouverneur von Gien und Brest und als außerordentlicher Botschafter in Rom erhielt Jean Babou von König Karl IX. das Amt des Artilleriebefehlshabers. Für den jüngsten Sohn von Jean Babou, der ebenfalls Jean hieß, erhob Heinrich III. die Baronie Sagonne zur Grafschaft.

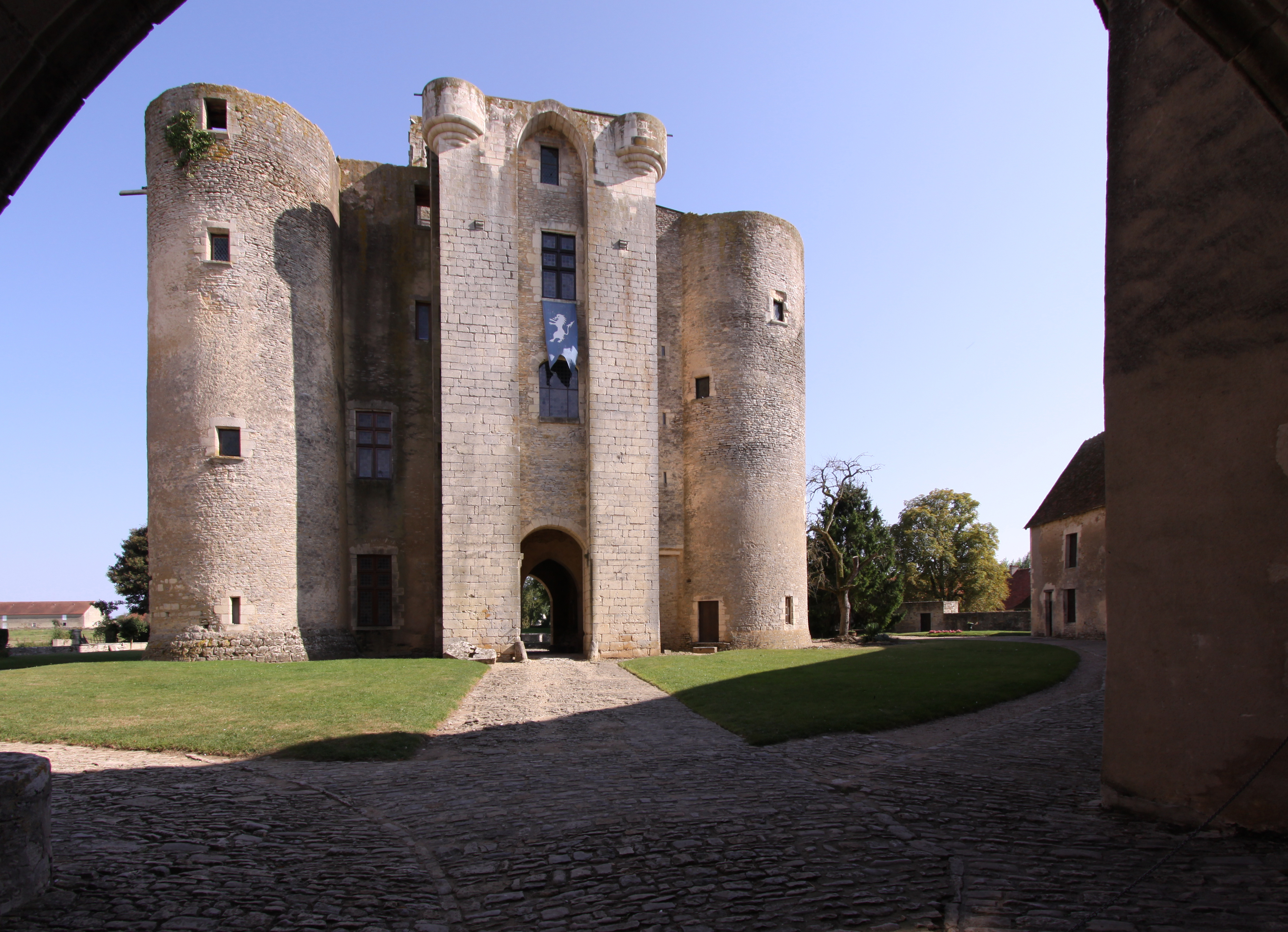
Donjon

1631 gelangte die Burg in den Besitz von Charles de L’Aubespine. 1699 wurde dann Jules Hardouin-Mansart der Besitzer und erhielt als Architekt Ludwigs XIV. auch noch den Grafentitel. Mansart bemühte sich, die feudale Burg der neuen Zeit anzupassen. Er ließ einen Teil der Ringmauer abreißen, im Osten entlang der Gräben Terrassen einrichten und eine breite Allee anlegen. Außerdem wurde der Burgeingang an die Seite der Teiche verlegt. Auf der Nordseite kam ein großes Gebäude und eine ausgedehnte, von Mauern umschlossene Gartenanlage im französischen Stil hinzu.
Während der Französischen Revolution wurde Anne d’Arpajon, Erbin Mansarts und Gouvernante Marie-Antoinettes, guillotiniert. Die Burg wurde verkauft, die Dächer abgedeckt, um an das vorhandene Blei zu gelangen, und die Gebäude anschließend als Steinbruch und Bauernhof benutzt. 1914 wurden der Donjon und ein Teil der bestehenden Ringmauer unter Denkmalschutz gestellt; die Burg blieb aber weiterhin verlassen. Erst 1977 erwarb ein Nachkomme Jean Babous die Gebäude, begann mit Restaurierungsarbeiten und öffnete die Burg schließlich für Besucher.

## Architektur

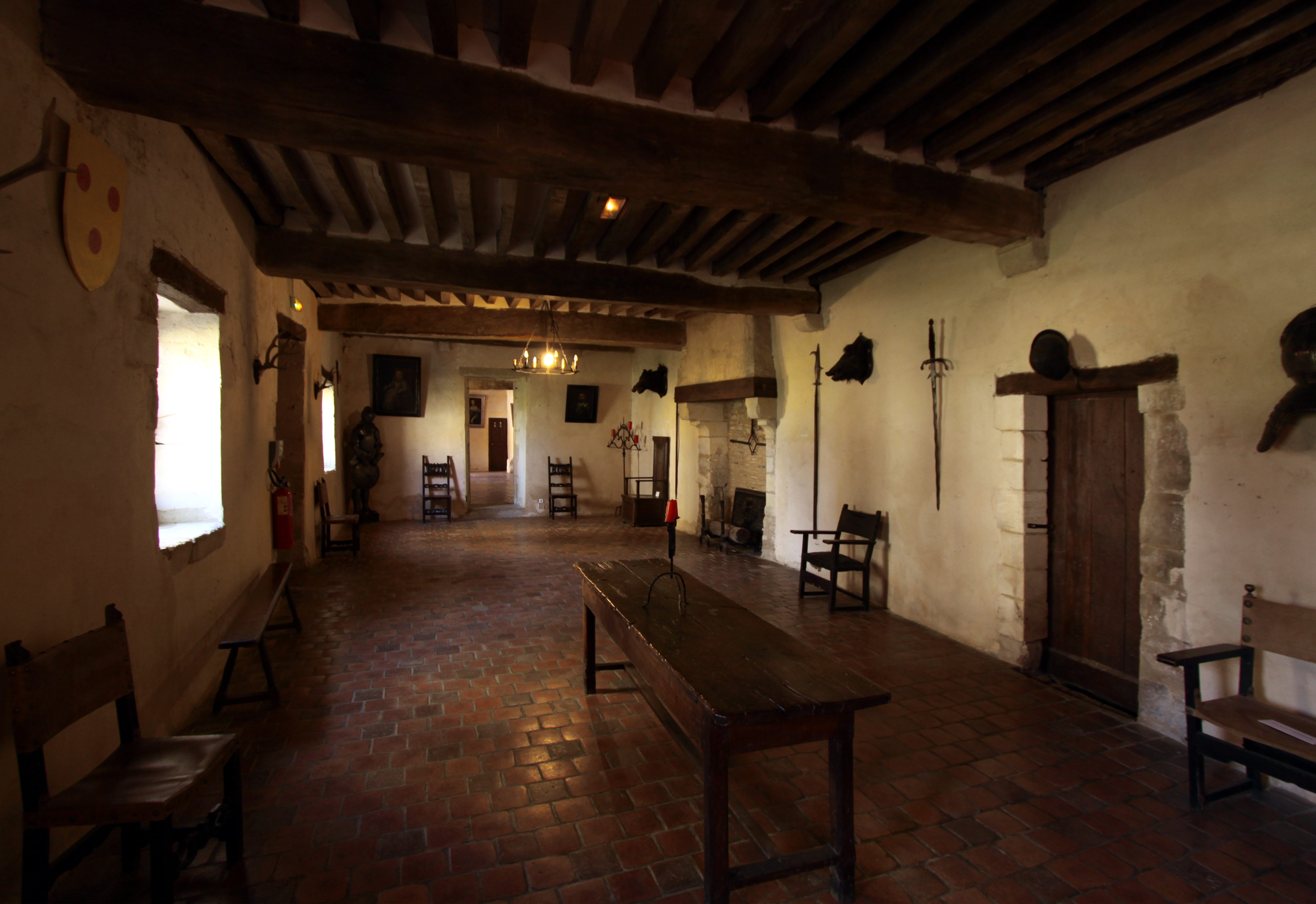
Saal der Wachen

Die heutige Burg entspricht im Wesentlichen der Anlage aus dem 13. Jahrhundert und ist noch vollständig von breiten Wassergräben umgeben. Bis zu den Umbauarbeiten von Mansart schützte eine Ringmauer mit zwei befestigten Toren und acht Türmen die Burg. Zwei der Türme, größer als die anderen, bildeten zusammen mit dem Donjon eine zweite Verteidigungslinie. Die Verteidigungswerke zeigen noch typische Defensivmerkmale wie zum Beispiel Fallgatter, Gusslöcher, Schieß- und Kanonenscharten und Schießkammern. Im 15. bis 18. Jahrhundert an die Ringmauer angebaute Gebäude dienten teilweise als Unterkunfts- und Versorgungsgebäude der Garnison, teilweise als Ställe.

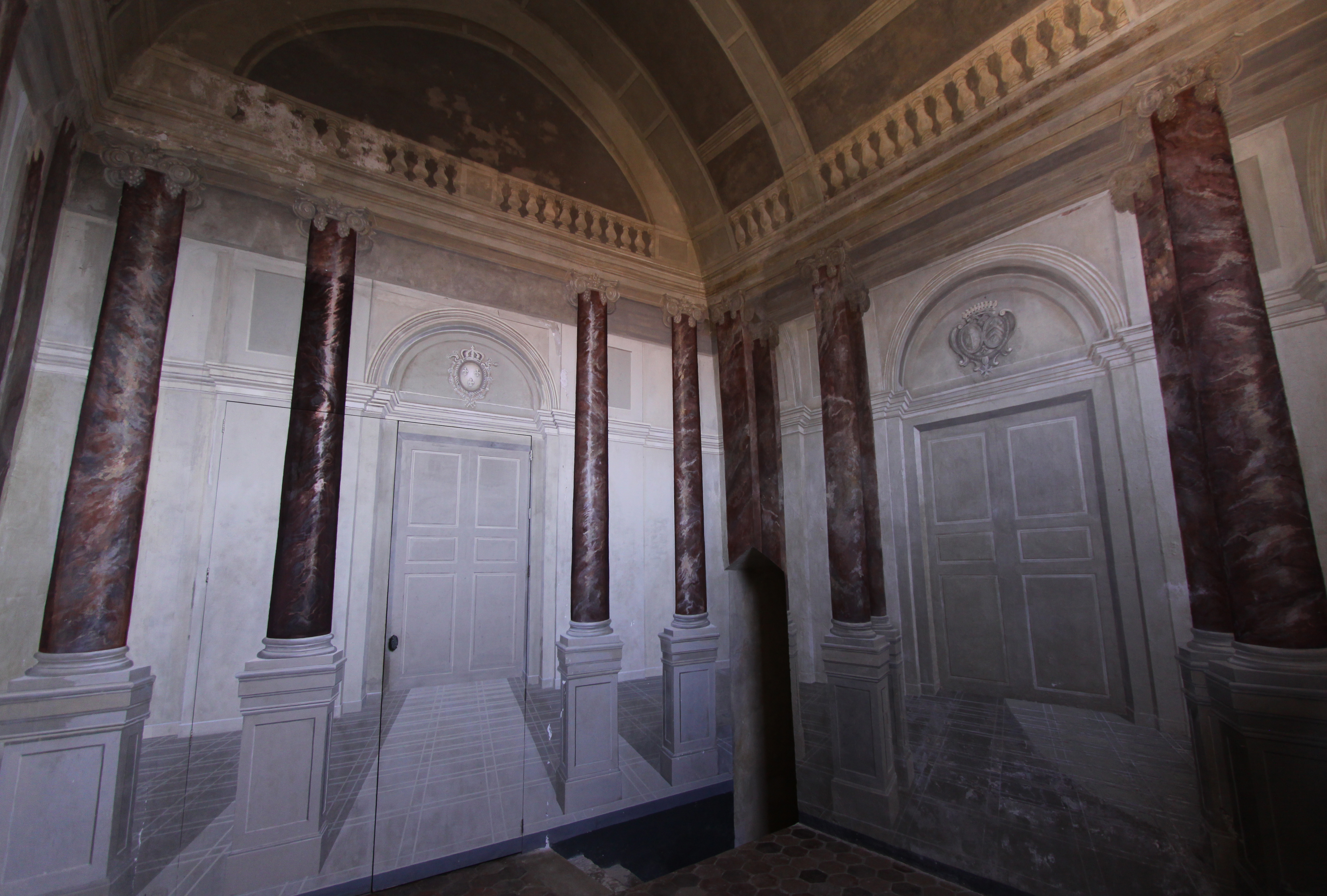
Burgkapelle mit Wandmalereien

Der Donjon ist auch ohne Dachbedeckung immer noch ein gewaltiges Bauwerk. Es besteht aus einem rechteckigen und einem quadratischen Turm, der sich über dem Eingang erhebt, sowie zwei Rundtürmen. Im rechteckigen Turm befanden sich die herrschaftlichen Räume, und in den Rundtürmen die Schlafzimmer. Im quadratischen Turm ist die Burgkapelle untergebracht, in deren Räumlichkeiten noch Scheinarchitektur darstellende Wandbemalungen erhalten geblieben sind.